# Pierre Courageux
Pierre Courageux (Vannes, 1991) è un giocatore di football americano francese, che  gioca come defensive back per i Panthers Wrocław..
Durante la sua carriera ha giocato per squadre francesi (Black Panthers de Thonon e Sharks de Valence), finlandesi (Seinäjoki Crocodiles e Helsinki Roosters), tedesche (New Yorker Lions), turche (Koç Rams), danesi (Copenhagen Towers), svedesi (Carlstad Crusaders) e polacche (Panthers Wrocław). Avrebbe dovuto giocare con i Seamen Milano nel 2020 ma il campionato è stato annullato a causa della pandemia di COVID-19.

## Palmarès
- World Games (2017)
- 1 Casque de Diamant (Black Panthers de Thonon, 2014)
- 1 Vaahteramalja (Helsinki Roosters, 2017)
- 1 1. Lig (Koç Rams, 2019)